# 野翼甲鯰
野翼甲鯰，又名琵琶鼠、清道夫魚、垃圾魚，为輻鰭魚綱鯰形目甲鯰科翼甲鯰屬下的一个种，為熱帶淡水魚，分布於南美洲马代拉河流域，棲息在底層水域，生活習性不明，已被引入美國佛羅里達州、菲律賓、台灣成為入侵物種。

## 扩展阅读
- 維基物種上的相關：野翼甲鯰